# Попудренко, Николай Никитич
Николай Никитич Попудренко (1906—1943) — один из организаторов и руководителей советского подполья и партизанского движения в годы Великой Отечественной войны на оккупированной нацистами Украине, секретарь Черниговского подпольного обкома КП(б)У, командир партизанского соединения, Герой Советского Союза.

## Биография
Родился 28 декабря 1906 года в селе Николаевка, ныне Сахновщинского района Харьковской области Украины, в крестьянской семье. Украинец.
В 1920 году поступил на металлургический завод имени Коминтерна в Днепропетровске, где получил специальность слесаря и работал до 1930 года. В 1921 году вступил в комсомол. Через некоторое время его избрали секретарём цеховой, потом заводской комсомольской организации. Одновременно учился на рабфаке, потом — в профшколе и вечерней партийной школе.
Член ВКП(б) с 1929 года. В 1930 году окончил республиканские курсы при ЦК ЛКСМУ и перешёл на комсомольскую работу: заведующий сельхозотделом, секретарь Овручского райкома комсомола Житомирской области. С 1932 года заведовал отделом пропаганды и культуры Городнянского райкома КП(б)У Черниговской области. В 1936 году окончил Черниговскую высшую сельскохозяйственную школу и был направлен на работу в Бахмачский райком партии на должность заведующего отделом и третьего секретаря райкома. С 1937 года — 1-й секретарь Новобасанского райкома КП(б)У, с 1940 года — 3-й секретарь Черниговского обкома КП(б)У.
Участник Великой Отечественной войны, по поручению обкома партии отвечал за эвакуацию из северных районов области материальных ценностей и кадров, координировал деятельность истребительных батальонов и развертывание сети подпольных организаций и партизанских отрядов, готовил для них кадры. После оккупации Чернигова немецкими войсками во главе группы работников обкома перешёл линию фронта и развернул боевую деятельность в северных районах Черниговской области как командир областного партизанского отряда численностью 186 человек.
В военный период вёл подробный дневник, который впоследствии был опубликован.
18 ноября 1941 года в отряд, находившийся тогда в Калачовских лесах Холмынского района, прибыл первый секретарь Черниговского обкома КП(б)У А. Ф. Фёдоров. С этого времени Фёдоров командовал областным партизанским отрядом, а Н. Н. Попудренко стал его первым заместителем.
В конце 1942 — начале 1943 года, когда Черниговское партизанское соединение было заблокировано противником в Клетнянских лесах Орловщины, а А. Ф. Фёдоров и комиссар соединения В. Н. Дружинин находились в Москве по вызову ЦК КП(б)У, вся ответственность за прорыв вражеского кольца легла на плечи H. H. Попудренко, и он с ней блестяще справился — потери партизан были минимальны.
В марте 1943 г., в связи с решением ЦК КП(б)У передислоцировать на территорию Правобережной Украины в рейд в северные районы Житомирской и Волынской областейгрупп партизанских отрядов во главе с А. Ф. Федоровым, общее руководство подпольными организациями и партизанским движением на Черниговщине было возложено на H. H. Попудренко. Его назначили первым секретарем Черниговского подпольного обкома КП(б)У, начальником областного штаба партизанского движения и командиром вновь сформированного Черниговского партизанского соединения имени И. В. Сталина. К 1 мая 1943 г. в составе соединения имелось 10 партизанских отрядов, в которых насчитывалось 1,2 тыс. партизан.
В течение апреля-июня 1943 г. отряды соединения передвигались по районам Черниговской области, нападая на органы оккупационных властей противника в административных центрах и посты полиции, разрушая промышленные и сельскохозяйственные объекты, подрывая вражеские железнодорожные эшелоны. В мае-июне 1943 года соединение провело ряд удачных операций по уничтожению гарнизонов врага. Диверсионными группами на железнодорожных участках Гомель-Брянск и Гомель-Бахмач было пущено под откос 122 вражеских эшелона с живой силой и техникой противника. Станция Низковка надолго была выведена из строя. В конце июня 1943 года, накануне битвы на Курской дуге, в ходе осуществления противником широких акций против партизан на Восточном фронте, Черниговское партизанское соединение было вынуждено отойти в Злынковские леса Орловской области, где было заблокировано значительными силами врага. С 25 июня по 6 июля 1943 г. черниговские партизаны отбивали многочисленные атаки противника.
В ночь с 6 на 7 июля 1943 года близ села Софиевка противник плотным кольцом окружил лес, где расположилось соединение партизан. В бою в районе сёл Парасочки и Рогово Н. Н. Попудренко погиб.
Был похоронен в Чернигове в центре города возле Красной площади в сквере, носящем его имя.
10 июля 2017 года его останки были перезахоронены на Черниговском кладбище «Яцево». На месте бывшей могилы обустроили клумбу.

## Память

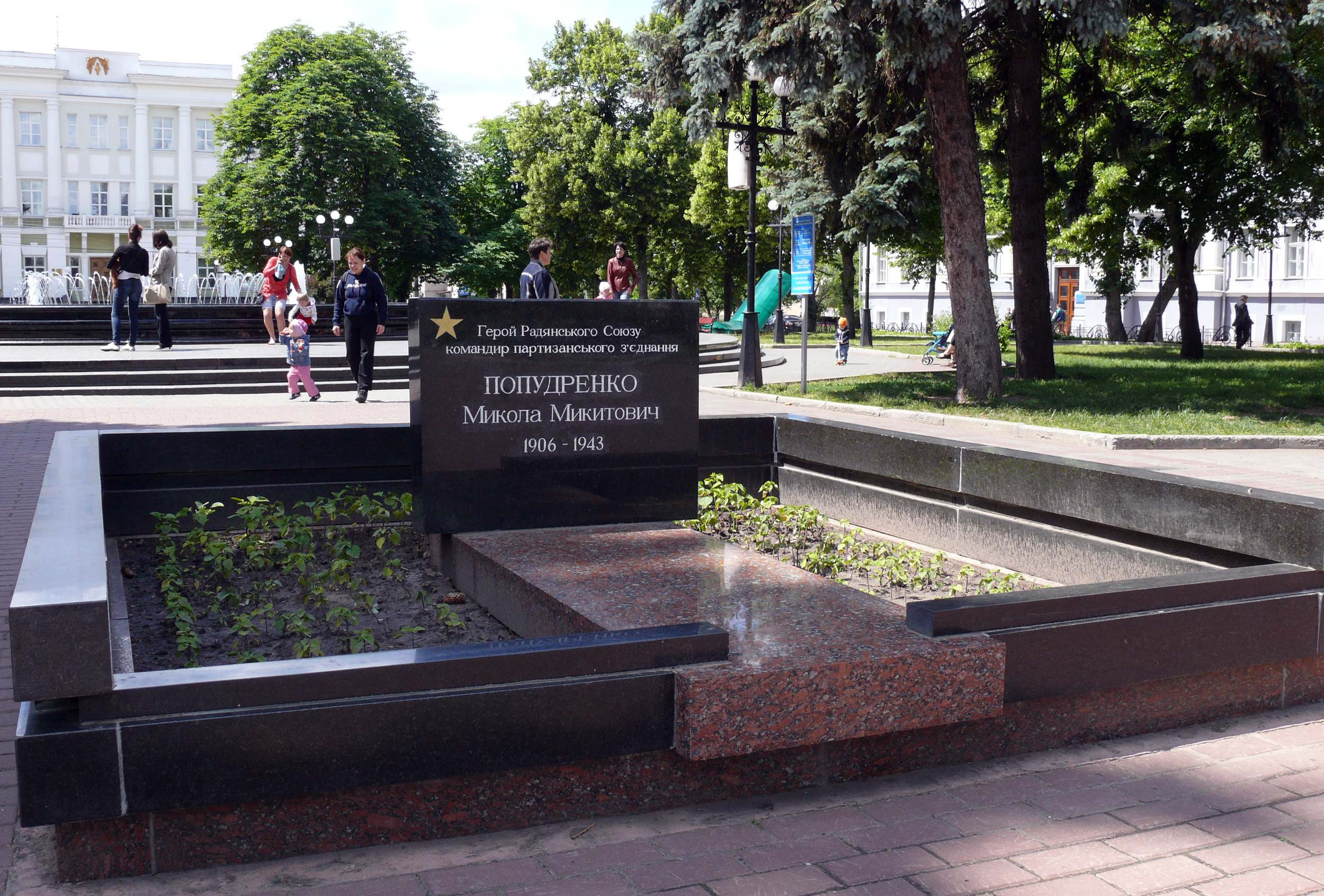
Могила Н. Н. Попудренко в Чернигове

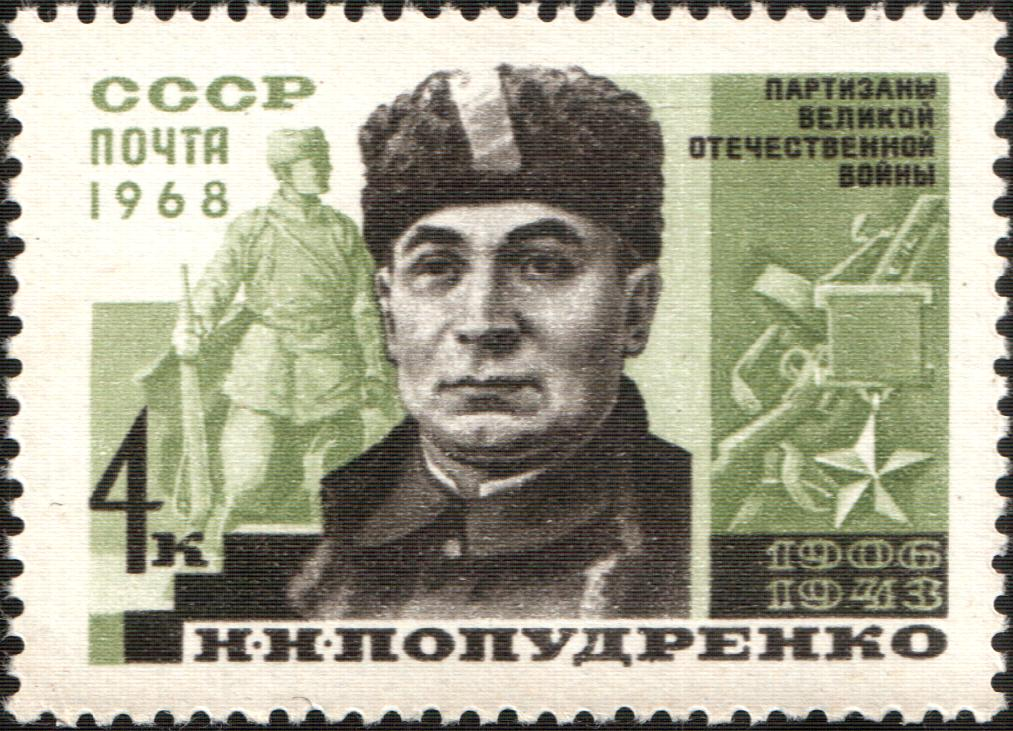
Попудренко на марке Почты СССР, 1968 год

- Решением Черниговского подпольного обкома КП(б)У от 10 июля 1943 года соединению партизанских отрядов Черниговской области было присвоено его имя.
- Его именем названа железнодорожная станция в Черниговской области, улицы в Киеве[6], Чернигове, Нежине и Сахновщине, школа № 18 в Чернигове.
- В Чернигове установлено два бюста (у здания Черниговской областной библиотеки имени В. Г. Короленко и во дворе школы № 18 имени Н. Н. Попудренко), открыты мемориальные доски.

## Награды
- Указом Президиума Верховного Совета СССР от 15 августа 1943 года за особые заслуги в деле развития партизанского движения на Украине, руководстве боевой деятельностью партизанских отрядов и проявленные при этом мужество и героизм Попудренко Николаю Никитичу посмертно присвоено звание Героя Советского Союза.
- Награждён орденом Ленина, орденом Красного Знамени, медалями.

## Отношение в современной Украине
На основании рекомендаций Института истории улица Попудренко в Броварах была переименована в улицу Кости Гордиенко.